# Coupe d'Europe de ski alpin 2010-2011
Navigation
Édition précédente Édition suivante
La Coupe d'Europe de ski alpin 2010-2011 est la 40e édition de la Coupe d'Europe de ski alpin, compétition de ski alpin organisée annuellement. Elle se déroule du 27 novembre 2010 au 19 mars 2011 dans trente-trois stations européennes réparties dans treize pays. Ce sont l'autrichienne Jessica Depauli et le français Alexis Pinturault qui remportent les classements généraux.

## Déroulement de la saison
Le manque de neige dans les Alpes retarde le début de la saison, initialement prévu à Reiteralm le 10 novembre 2010 et celle ci est finalement lancée en Norvège, à Trysil le 27 novembre 2001 pour les hommes et à Kvitfjell le 3 décembre 2010 pour les femmes. Les finales se déroulent à Formigal du 13 au 19 mars 2011 et sont elles aussi fortement perturbées par les mauvaises conditions météorologiques qui règnent alors dans les Pyrénées espagnoles,. Ce sont finalement trente-deux épreuves masculines et trente-trois épreuves féminines qui peuvent avoir lieu sur l'ensemble de la saison.

### Saison des messieurs
| \| Trysil Åre Sotchi Formigal \| Sites des compétitions en Europe (hors des Alpes) |
| Trysil Åre Sotchi Formigal                                                         |

| \| Reiteralm San Vigilio Obereggen Pozza di Fassa Madonna di Campiglio Wengen Patscherkofel Kirchberg Zuoz Oberjoch Méribel Monte Pora Sarentino Roccaraso Kranjska Gora Platak Sella Nevea \| Les sites des compétitions situés dans les Alpes |
| Reiteralm San Vigilio Obereggen Pozza di Fassa Madonna di Campiglio Wengen Patscherkofel Kirchberg Zuoz Oberjoch Méribel Monte Pora Sarentino Roccaraso Kranjska Gora Platak Sella Nevea                                                        |

### Saison des dames
| \| Kvitfjell Sotchi Zakopane Soldeu La Molina Formigal Abetone \| Sites des compétitions en Europe (hors des Alpes) |
| Kvitfjell Sotchi Zakopane Soldeu La Molina Formigal Abetone                                                         |

| \| Gressoney St-Moritz Limone Piemonte Sankt Sebastian Altenmarkt im Pongau Bischofswiesen Tarvisio Beckenried Melchsee-Frutt Pila Courchevel Lélex \| Les sites des compétitions situés dans les Alpes |
| Gressoney St-Moritz Limone Piemonte Sankt Sebastian Altenmarkt im Pongau Bischofswiesen Tarvisio Beckenried Melchsee-Frutt Pila Courchevel Lélex                                                        |

## Classement général
Alexis Pinturault et Jessica Depauli remportent le classement général tous les deux avec une avance confortable sur leurs poursuivants,
| Rang | Nom                   | Points | Victoire(s) | Podium(s) |
| ---- | --------------------- | ------ | ----------- | --------- |
| 1    | Alexis Pinturault     | 1065   | 5           | 9         |
| 2    | Bernhard Graf         | 694    | 2           | 6         |
| 3    | Giovanni Borsotti     | 646    | 2           | 5         |
| 4    | Fritz Dopfer          | 553    |             | 3         |
| 5    | Nolan Kasper          | 525    | 1           | 6         |
| 6    | Matthias Mayer        | 507    | 2           | 5         |
| 7    | Reto Schmidiger       | 492    | 1           | 3         |
| 8    | Justin Murisier       | 449    |             | 2         |
| 9    | Victor Muffat-Jeandet | 384    |             |           |
| 10   | Hans Olsson           | 366    | 3           | 4         |

| Rang | Nom                   | Points | Victoire(s) | Podium(s) |
| ---- | --------------------- | ------ | ----------- | --------- |
| 1    | Jessica Depauli       | 1402   | 9           | 11        |
| 2    | Lisa Magdalena Agerer | 843    | 2           | 4         |
| 3    | Veronique Hronek      | 831    | 1           | 7         |
| 4    | Simona Hösl           | 661    | 1           | 6         |
| 5    | Stefanie Moser        | 607    | 3           | 6         |
| 6    | Carmen Thalmann       | 501    | 1           | 4         |
| 6    | Barbara Wirth         | 501    |             | 1         |
| 8    | Anna Swenn-Larsson    | 481    |             | 1         |
| 9    | Tamara Tippler        | 474    |             | 5         |
| 10   | Frida Hansdotter      | 470    | 1           | 3         |

## Classements de chaque discipline
Les noms en gras remportent les titres des disciplines.

### Descente
Manuel Kramer remporte le classement masculin de descente alors que - phénomène assez rare - deux skieuses terminent premières ex æquo de son homologue féminin : les autrichiennes Stefanie Moser et Mariella Voglreiter; Elles sont donc toutes les deux sacrées championnes d'Europe de descente.
| Rang | Nom               | Points | Victoire(s) | Podium(s) |
| ---- | ----------------- | ------ | ----------- | --------- |
| 1    | Manuel Kramer     | 214    | 1           | 2         |
| 2    | Petr Záhrobský    | 173    | 1           | 2         |
| 3    | Johannes Kröll    | 172    |             | 2         |
| 3    | Vitus Lüönd       | 172    | 1           | 1         |
| 5    | Marc Gisin        | 125    |             | 1         |
| 6    | Hans Olsson       | 116    |             | 1         |
| 7    | Otmar Striedinger | 114    |             |           |
| 8    | Max Franz         | 112    |             |           |
| 9    | Ralph Kreuzer     | 106    |             | 1         |
| 10   | Markus Dürager    | 101    |             | 1         |

| Rang | Nom                 | Points | Victoire(s) | Podium(s) |
| ---- | ------------------- | ------ | ----------- | --------- |
| 1    | Stefanie Moser      | 305    | 2           | 3         |
| 1    | Mariella Voglreiter | 305    | 1           | 3         |
| 3    | Tamara Tippler      | 240    |             | 3         |
| 4    | Tina Robnik         | 174    |             |           |
| 5    | Mélissa Voutaz      | 156    |             |           |
| 6    | Camilla Borsotti    | 150    |             |           |
| 7    | Mirjam Puchner      | 143    |             | 1         |
| 8    | Lucia Mazzotti      | 137    |             |           |
| 9    | Mirena Küng         | 125    |             |           |
| 10   | Priska Nufer        | 107    |             |           |

### Super G
Les autrichiens Matthias Mayer et Jessica Depauli remportent les classements de super G,.
| Rang | Nom                | Points | Victoire(s) | Podium(s) |
| ---- | ------------------ | ------ | ----------- | --------- |
| 1    | Matthias Mayer     | 2      | 5           |           |
| 2    | Bernhard Graf      | 430    | 1           | 5         |
| 3    | Hans Olsson        | 250    | 2           | 2         |
| 4    | Matteo Marsaglia   | 215    |             |           |
| 5    | Mauro Caviezel     | 204    |             |           |
| 6    | Otmar Striedinger  | 194    |             |           |
| 7    | Florian Scheiber   | 165    |             |           |
| 8    | Alexis Pinturault  | 125    |             | 1         |
| 8    | Gašper Markic      | 125    |             | 1         |
| 10   | Vincent Kriechmayr | 117    |             |           |

| Rang | Nom                   | Points | Victoire(s) | Podium(s) |
| ---- | --------------------- | ------ | ----------- | --------- |
| 1    | Jessica Depauli       | 400    | 3           | 4         |
| 2    | Stefanie Moser        | 242    | 1           | 2         |
| 3    | Veronique Hronek      | 215    |             | 1         |
| 4    | Tamara Tippler        | 206    |             | 2         |
| 5    | Lisa Magdalena Agerer | 201    | 2           | 2         |
| 6    | Mirjam Puchner        | 199    |             | 1         |
| 7    | Verena Stuffer        | 145    | 1           | 1         |
| 8    | Priska Nufer          | 134    |             | 1         |
| 9    | Mariella Voglreiter   | 118    |             |           |
| 10   | Tina Robnik           | 116    |             |           |

### Géant
Le français Alexis Pinturault et l'italienne Lisa Magdalena Agerer remportent les classements de slalom géant,.
| Rang | Nom               | Points | Victoire(s) | Podium(s) |
| ---- | ----------------- | ------ | ----------- | --------- |
| 1    | Alexis Pinturault | 595    | 3           | 6         |
| 2    | Giovanni Borsotti | 413    | 1           | 4         |
| 3    | Fritz Dopfer      | 365    |             | 3         |
| 4    | Justin Murisier   | 322    |             | 2         |
| 5    | Markus Nilsen     | 287    |             | 1         |
| 6    | Thomas Frey       | 269    |             |           |
| 7    | Florian Eisath    | 238    |             | 1         |
| 8    | Iver Bjerkestrand | 206    |             | 1         |
| 9    | Tommy Ford        | 189    | 1           | 1         |
| 10   | Mathieu Faivre    | 185    |             | 1         |

| Rang | Nom                   | Points | Victoire(s) | Podium(s) |
| ---- | --------------------- | ------ | ----------- | --------- |
| 1    | Lisa Magdalena Agerer | 469    | 2           | 2         |
| 2    | Veronique Hronek      | 465    | 1           | 5         |
| 3    | Jessica Depauli       | 456    | 2           | 3         |
| 4    | Simona Hösl           | 310    | 1           | 3         |
| 5    | Giulia Gianesini      | 300    |             | 4         |
| 6    | Martina Geisler       | 297    |             |           |
| 7    | Kathrin Fuhrer        | 274    |             | 1         |
| 8    | Veronika Staber       | 252    |             | 2         |
| 9    | Barbara Wirth         | 227    |             | 1         |
| 9    | Veronica Smedh        | 227    |             | 1         |

### Slalom
L'américain Nolan Kasper et l'allemande Fanny Chmelar remportent les classements de slalom spécial,.
| Rang | Nom                   | Points | Victoire(s) | Podium(s) |
| ---- | --------------------- | ------ | ----------- | --------- |
| 1    | Nolan Kasper          | 402    | 1           | 5         |
| 2    | Alexis Pinturault     | 345    | 2           | 2         |
| 3    | Wolfgang Hörl         | 327    |             |           |
| 4    | Filip Trejbal         | 317    |             |           |
| 5    | Reto Schmidiger       | 261    | 1           | 2         |
| 6    | Jens Byggmark         | 244    | 1           | 2         |
| 7    | Patrick Thaler        | 243    |             |           |
| 8    | Marc Gini             | 224    | 1           | 2         |
| 9    | Victor Muffat-Jeandet | 195    |             |           |
| 10   | Giuliano Razzoli      | 190    | 1           |           |

| Rang | Nom                | Points | Victoire(s) | Podium(s) |
| ---- | ------------------ | ------ | ----------- | --------- |
| 1    | Fanny Chmelar      | 461    | 1           | 4         |
| 2    | Frida Hansdotter   | 459    | 1           | 3         |
| 3    | Carmen Thalmann    | 434    | 1           | 4         |
| 4    | Anna Swenn-Larsson | 399    |             | 1         |
| 5    | Christina Geiger   | 374    | 2           | 3         |
| 6    | Laurie Mougel      | 330    |             | 1         |
| 7    | Simona Hösl        | 327    |             | 3         |
| 8    | Wendy Holdener     | 252    |             | 1         |
| 9    | Katharina Dürr     | 250    | '2          | 2         |
| 10   | Barbara Wirth      | 238    |             |           |

### Combiné
Les autrichiens Bernhard Graf et Jessica Depauli remportent les classements de combiné alpin,. Cette dernière le fait en remportant les trois courses de la saison.
| Rang | Nom               | Points | Victoire(s) | Podium(s) |
| ---- | ----------------- | ------ | ----------- | --------- |
| 1    | Bernhard Graf     | 118    | 1           | 1         |
| 2    | Giovanni Borsotti | 107    | 1           | 1         |
| 3    | Reto Schmidiger   | 96     |             | 1         |
| 4    | Hagen Patscheider | 95     |             | 1         |
| 5    | Nolan Kasper      | 60     |             | 1         |
| 5    | Manuel Wieser     | 60     |             | 1         |
| 7    | Kristian Haug     | 50     |             |           |
| 7    | Colby Granstrom   | 50     |             |           |
| 9    | Thomas Frey       | 45     |             |           |
| 9    | Josef Ferstl      | 45     |             |           |

| Rang | Nom                   | Points | Victoire(s) | Podium(s) |
| ---- | --------------------- | ------ | ----------- | --------- |
| 1    | Jessica Depauli       | 300    | 3           | 3         |
| 2    | Joana Hählen          | 128    |             | 2         |
| 3    | Tina Robnik           | 120    |             | 1         |
| 4    | Lisa Magdalena Agerer | 114    |             | 1         |
| 5    | Veronique Hronek      | 82     |             | 1         |
| 5    | Ramona Siebenhofer    | 82     |             |           |
| 7    | Sara Hector           | 80     |             | 1         |
| 8    | Ana Kobal             | 77     |             |           |
| 9    | Marta Benzoni         | 76     |             |           |
| 10   | Stefanie Moser        | 60     |             | 1         |
| 10   | Michelle Morik        | 60     |             |           |

## Calendrier et résultats

### Messieurs
| N°      | Lieu                 | Date              | Épreuve  | Vainqueur                                                                               | Deuxième                                                                                | Troisième                                                                               |
| ------- | -------------------- | ----------------- | -------- | --------------------------------------------------------------------------------------- | --------------------------------------------------------------------------------------- | --------------------------------------------------------------------------------------- |
| -       | Reiteralm            | 10 novembre 2010  | Descente | Épreuve annulée à cause du manque de neige, remplacée par Reiteralm le 10 décembre 2010 | Épreuve annulée à cause du manque de neige, remplacée par Reiteralm le 10 décembre 2010 | Épreuve annulée à cause du manque de neige, remplacée par Reiteralm le 10 décembre 2010 |
| -       | Reiteralm            | 11 novembre 2010  | Super G  | Épreuve annulée à cause du manque de neige, remplacée par Méribel le 26 janvier 2010    | Épreuve annulée à cause du manque de neige, remplacée par Méribel le 26 janvier 2010    | Épreuve annulée à cause du manque de neige, remplacée par Méribel le 26 janvier 2010    |
| 1       | Trysil               | 27 novembre 2010  | Géant    | Giovanni Borsotti                                                                       | Fritz Dopfer                                                                            | Iver Bjerkestrand                                                                       |
| 2       | Trysil               | 28 novembre 2010  | Géant    | Matts Olsson                                                                            | Fritz Dopfer                                                                            | Giovanni Borsotti                                                                       |
| -       | Åre                  | 1er décembre 2010 | Géant    | Épreuve annulée                                                                         | Épreuve annulée                                                                         | Épreuve annulée                                                                         |
| 3       | Åre                  | 2 décembre 2010   | Géant    | Marc Gini                                                                               | Markus Larsson                                                                          | Reinfried Herbst                                                                        |
| -       | Reiteralm            | 10 décembre 2010  | Descente | Épreuve annulée à cause des conditions météorologiques                                  | Épreuve annulée à cause des conditions météorologiques                                  | Épreuve annulée à cause des conditions météorologiques                                  |
| 4       | Kronplatz            | 14 décembre 2010  | Géant    | Kalle Palander                                                                          | Giovanni Borsotti                                                                       | Alexis Pinturault                                                                       |
| 5       | Obereggen            | 15 décembre 2010  | Slalom   | André Myhrer                                                                            | Will Gregorak                                                                           | Michael Janyk                                                                           |
| 6       | Pozza di Fassa       | 17 décembre 2010  | Slalom   | Jens Byggmark                                                                           | Nolan Kasper                                                                            | Wolfgang Hörl                                                                           |
| 7       | Madonna di Campiglio | 18 décembre 2010  | Slalom   | Patrick Thaler                                                                          | Jens Byggmark                                                                           | Mattias Hargin                                                                          |
| 8       | Wengen               | 7 janvier 2011    | Géant    | Andrej Križaj                                                                           | Joachim Puchner                                                                         | Mauro Caviezel                                                                          |
| 9       | Wengen               | 8 janvier 2011    | Géant    | Matteo Marsaglia                                                                        | Gašper Markic                                                                           | Matthias Mayer                                                                          |
| 10      | Patscherkofel        | 12 janvier 2011   | Descente | Vitus Lüönd                                                                             | Johannes Kröll                                                                          | Andreas Sander                                                                          |
| -       | Patscherkofel        | 14 janvier 2011   | Descente | Épreuve annulée                                                                         | Épreuve annulée                                                                         | Épreuve annulée                                                                         |
| 11      | Kirchberg            | 15 janvier 2011   | Géant    | Alexis Pinturault                                                                       | Giovanni Borsotti                                                                       | Florian Eisath                                                                          |
| 12      | Kirchberg            | 16 janvier 2011   | Slalom   | Alexis Pinturault                                                                       | Nolan Kasper                                                                            | Leif Kristian Nestvold-Haugen                                                           |
| 13      | Zuoz                 | 18 janvier 2011   | Géant    | Alexis Pinturault                                                                       | Cyprien Richard                                                                         | Justin Murisier                                                                         |
| 14      | Zuoz                 | 19 janvier 2011   | Slalom   | Nolan Kasper                                                                            | Marc Gini                                                                               | Reto Schmidiger                                                                         |
| 15      | Oberjoch             | 21 janvier 2011   | Géant    | Cyprien Richard                                                                         | Alexis Pinturault                                                                       | Mattia Casse                                                                            |
| 16      | Oberjoch             | 22 janvier 2011   | Slalom   | Reto Schmidiger                                                                         | Wolfgang Hörl                                                                           | Filip Trejbal                                                                           |
| 17      | Méribel              | 26 janvier 2011   | Super G  | Matthias Mayer                                                                          | Andreas Sander                                                                          | Bernhard Graf                                                                           |
| 18      | Méribel              | 27 janvier 2011   | Combiné  | Giovanni Borsotti                                                                       | Reto Schmidiger                                                                         | Nolan Kasper                                                                            |
| 19      | Méribel              | 28 janvier 2011   | Géant    | Tommy Ford                                                                              | Markus Nilsen                                                                           | Alexis Pinturault                                                                       |
| 20      | Monte Pora           | 11 février 2011   | Géant    | Alexis Pinturault                                                                       | Fritz Dopfer                                                                            | Christoph Nösig                                                                         |
| 21      | Monte Pora           | 12 février 2011   | Slalom   | Giuliano Razzoli                                                                        | Brad Spence                                                                             | Nolan Kasper                                                                            |
| -       | Sotchi               | 17 février 2011   | Descente | Épreuve annulée en raison des conditions météorologiques                                | Épreuve annulée en raison des conditions météorologiques                                | Épreuve annulée en raison des conditions météorologiques                                |
| 22      | Sotchi               | 18 février 2011   | Descente | Manuel Kramer                                                                           | Marc Gisin                                                                              | Johannes Kröll                                                                          |
| -       | Sotchi               | 18 février 2011   | Super G  | Épreuve annulée                                                                         | Épreuve annulée                                                                         | Épreuve annulée                                                                         |
| 23      | Sarentino            | 23 février 2011   | Descente | Erik Fisher                                                                             | Hans Olsson                                                                             | Petr Záhrobský                                                                          |
| 24      | Sarentino            | 24 février 2011   | Combiné  | Bernhard Graf                                                                           | Hagen Patscheider                                                                       | Manuel Wieser                                                                           |
| -       | Sarentino            | 25 février 2011   | Super G  | Épreuve annulée                                                                         | Épreuve annulée                                                                         | Épreuve annulée                                                                         |
| 25      | Sarentino            | 26 février 2011   | Super G  | Hans Olsson                                                                             | Bernhard Graf                                                                           | Max Franz                                                                               |
| -       | Roccaraso            | 2 mars 2011       | Descente | Épreuve annulée                                                                         | Épreuve annulée                                                                         | Épreuve annulée                                                                         |
| -       | Roccaraso            | 3 mars 2011       | Super G  | Épreuve annulée                                                                         | Épreuve annulée                                                                         | Épreuve annulée                                                                         |
| 26      | Kranjska Gora        | 7 mars 2011       | Slalom   | Alexis Pinturault                                                                       | Wolfgang Hörl                                                                           | Nolan Kasper                                                                            |
| -       | Platak               | 8 mars 2011       | Slalom   | Épreuve annulée                                                                         | Épreuve annulée                                                                         | Épreuve annulée                                                                         |
| 27      | Sella Nevea          | 10 mars 2011      | Super G  | Bernhard Graf                                                                           | Alexis Pinturault                                                                       | Matthias Mayer                                                                          |
| 28      | Sella Nevea          | 11 mars 2011      | Super G  | Matthias Mayer                                                                          | Björn Sieber                                                                            | Bernhard Graf                                                                           |
| Finales |                      |                   |          |                                                                                         |                                                                                         |                                                                                         |
| 29      | Formigal             | 15 mars 2011      | Géant    | Hagen Patscheider                                                                       | Justin Murisier                                                                         | Mathieu Faivre                                                                          |
| 30      | Formigal             | 16 mars 2011      | Slalom   | Roberto Nani                                                                            | Patrick Thaler                                                                          | Stefano Gross                                                                           |
| 31      | Formigal             | 18 mars 2011      | Descente | Petr Záhrobský                                                                          | Manuel Kramer                                                                           | Ralf Kreuzer                                                                            |
| 32      | Formigal             | 19 mars 2011      | Super G  | Hans Olsson                                                                             | Matthias Mayer                                                                          | Bernhard Graf                                                                           |

### Dames
| N°      | Lieu                 | Date                   | Épreuve  | Vainqueur                                                                                                | Deuxième                                                                                                 | Troisième                                                                                                |
| ------- | -------------------- | ---------------------- | -------- | --- | --- | --- |
| 1       | Kvitfjell            | 3 décembre 2010        | Géant    | Lisa Magdalena Agerer                                                                                    | Veronique Hronek                                                                                         | Veronica Smedh                                                                                           |
| 2       | Kvitfjell            | 4 décembre 2010        | Combiné  | Jessica Depauli                                                                                          | Tina Robnik                                                                                              | Joana Hählen                                                                                             |
| 3       | Kvitfjell            | 5 décembre 2010        | Super G  | Jessica Depauli                                                                                          | Veronique Hronek                                                                                         | Mirjam Puchner                                                                                           |
| 4       | Gressoney            | 10 décembre 2010       | Slalom   | Frida Hansdotter                                                                                         | Therese Borssén                                                                                          | Christina Geiger                                                                                         |
| 5       | Gressoney            | 11 décembre 2010       | Slalom   | Therese Borssén                                                                                          | Anna Swenn-Larsson                                                                                       | Simona Hösl                                                                                              |
| 6       | Saint-Moritz         | 15 et 16 décembre 2010 | Combiné  | Jessica Depauli                                                                                          | Sara Hector                                                                                              | Joana Hählen                                                                                             |
| 7       | Saint-Moritz         | 16 décembre 2010       | Descente | Tamara Wolf                                                                                              | Mélissa Voutaz                                                                                           | Tamara Tippler                                                                                           |
| 8       | Limone Piemonte      | 19 décembre 2010       | Géant    | Lisa Magdalena Agerer                                                                                    | Veronique Hronek                                                                                         | Kathrin Fuhrer                                                                                           |
| 9       | Limone Piemonte      | 20 décembre 2010       | Géant    | Sara Hector                                                                                              | Veronika Staber                                                                                          | Barbara Wirth                                                                                            |
| 10      | Sankt Sebastian      | 8 janvier 2011         | Géant    | Veronique Hronek                                                                                         | Giulia Gianesini                                                                                         | Simona Hösl                                                                                              |
| 11      | Sankt Sebastian      | 9 janvier 2011         | Slalom   | Katharina Dürr                                                                                           | Wendy Holdener                                                                                           | Fanny Chmelar                                                                                            |
| 12      | Altenmarkt im Pongau | 12 janvier 2011        | Descente | Stefanie Moser                                                                                           | Nicole Schmidhofer                                                                                       | Regina Mader                                                                                             |
| -       | Altenmarkt im Pongau | 14 janvier 2011        | Super G  | Épreuve annulée, remplacée par Pila le 25 janvier 2011                                                   | Épreuve annulée, remplacée par Pila le 25 janvier 2011                                                   | Épreuve annulée, remplacée par Pila le 25 janvier 2011                                                   |
| -       | Bischofswiesen       | 16 janvier 2011        | Géant    | Épreuve annulée, remplacée par Abetone le 15 janvier 2011                                                | Épreuve annulée, remplacée par Abetone le 15 janvier 2011                                                | Épreuve annulée, remplacée par Abetone le 15 janvier 2011                                                |
| -       | Bischofswiesen       | 17 janvier 2011        | Slalom   | Épreuve annulée, remplacée par Tarvisio le 17 janvier 2011                                               | Épreuve annulée, remplacée par Tarvisio le 17 janvier 2011                                               | Épreuve annulée, remplacée par Tarvisio le 17 janvier 2011                                               |
| 13      | Tarvisio             | 17 janvier 2011        | Slalom   | Katharina Dürr                                                                                           | Frida Hansdotter                                                                                         | Fanny Chmelar                                                                                            |
| 14      | Tarvisio             | 18 janvier 2011        | Slalom   | Christina Geiger                                                                                         | Frida Hansdotter                                                                                         | Emelie Wikström                                                                                          |
| -       | Beckenried/Klewenalp | 20 janvier 2011        | Géant    | Épreuve annulée en raison des conditions météorologiques                                                 | Épreuve annulée en raison des conditions météorologiques                                                 | Épreuve annulée en raison des conditions météorologiques                                                 |
| 15      | Melchsee-Frutt       | 21 janvier 2011        | Slalom   | Fanny Chmelar                                                                                            | Simona Hösl                                                                                              | Bernadette Schild                                                                                        |
| 16      | Pila                 | 24 janvier 2011        | Super G  | Verena Stuffer                                                                                           | Jessica Depauli                                                                                          | Tamara Tippler                                                                                           |
| 17      | Pila                 | 25 janvier 2011        | Super G  | Jessica Depauli                                                                                          | Tina Robnik                                                                                              | Stefanie Moser                                                                                           |
| 18      | Pila                 | 27 janvier 2011        | Descente | Tina Robnik                                                                                              | Mariella Voglreiter                                                                                      | Stefanie Moser                                                                                           |
| 19      | Courchevel           | 8 février 2011         | Géant    | Marion Bertrand                                                                                          | Jessica Depauli                                                                                          | Veronika Staber                                                                                          |
| 20      | Courchevel           | 9 février 2011         | Slalom   | Nastasia Noens                                                                                           | Carmen Thalmann                                                                                          | Bernadette Schild                                                                                        |
| 21      | Lélex                | 11 février 2011        | Super G  | Jessica Depauli                                                                                          | Fränzi Aufdenblatten                                                                                     | Priska Nufer                                                                                             |
| 22      | Lélex                | 12 février 2011        | Combiné  | Jessica Depauli                                                                                          | Veronique Hronek                                                                                         | Stefanie Moser Lisa Magdalena Agerer                                                                     |
| 23      | Abetone              | 14 février 2011        | Géant    | Jessica Depauli                                                                                          | Giulia Gianesini                                                                                         | Simona Hösl                                                                                              |
| 24      | Abetone              | 15 février 2011        | Géant    | Marion Pellissier                                                                                        | Jessica Depauli                                                                                          | Giulia Gianesini                                                                                         |
| -       | Abetone              | 15 février 2011        | Slalom   | Épreuve annulée remplacée par Tarvisio le 18 janvier 2011                                                | Épreuve annulée remplacée par Tarvisio le 18 janvier 2011                                                | Épreuve annulée remplacée par Tarvisio le 18 janvier 2011                                                |
| 23      | Sotchi               | 23 février 2011        | Descente | Mariella Voglreiter                                                                                      | Tamara Tippler                                                                                           | Mirjam Puchner                                                                                           |
| 24      | Sotchi               | 24 février 2011        | Descente | Stefanie Moser                                                                                           | Mariella Voglreiter                                                                                      | Tamara Tippler                                                                                           |
| -       | Sotchi               | 26 février 2011        | Super G  | Stefanie Moser                                                                                           | Lisa Magdalena Agerer                                                                                    | Tamara Tippler                                                                                           |
| 25      | Zakopane             | 1er mars 2011          | Slalom   | Nastasia Noens                                                                                           | Carmen Thalmann                                                                                          | Erin Mielzynski                                                                                          |
| 26      | Jasná                | 2 mars 2011            | Slalom   | Christina Geiger                                                                                         | Fanny Chmelar                                                                                            | Carmen Thalmann                                                                                          |
| 27      | Soldeu               | 9 mars 2011            | Géant    | Jessica Depauli                                                                                          | Elena Curtoni                                                                                            | Veronique Hronek                                                                                         |
| 28      | Soldeu               | 10 mars 2011           | Slalom   | Carmen Thalmann                                                                                          | Laurie Mougel                                                                                            | Jana Gantnerová                                                                                          |
| 29      | La Molina            | 11 mars 2011           | Géant    | Simona Hösl                                                                                              | Julia Dygruber                                                                                           | Veronique Hronek                                                                                         |
| Finales |                      |                        |          | | | |
| 30      | Formigal             | 13 mars 2011           | Slalom   | Jessica Depauli                                                                                          | Simona Hösl                                                                                              | Monica Hübner                                                                                            |
| -       | Formigal             | 14 mars 2011           | Géant    | Épreuve annulée à cause des conditions météorologiques                                                   | Épreuve annulée à cause des conditions météorologiques                                                   | Épreuve annulée à cause des conditions météorologiques                                                   |
| -       | Formigal             | 16 mars 2011           | Descente | Épreuve annulée, les mauvaises conditions météorologiques ayant empêché le déroulement des entrainements | Épreuve annulée, les mauvaises conditions météorologiques ayant empêché le déroulement des entrainements | Épreuve annulée, les mauvaises conditions météorologiques ayant empêché le déroulement des entrainements |
| -       | Formigal             | 17 mars 2011           | Super G  | Épreuve annulée à cause des conditions météorologiques                                                   | Épreuve annulée à cause des conditions météorologiques                                                   | Épreuve annulée à cause des conditions météorologiques                                                   |